# 19か条提案

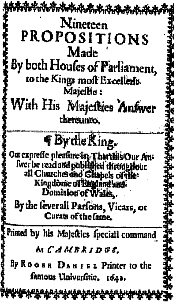
19か条提案の書物の表紙。チャールズ1世による提案への返答も書かれている。

19か条提案（じゅうきゅうかじょうていあん、英語: Nineteen Propositions）は、清教徒革命（イングランド内戦）直前の1642年6月1日に長期議会からイングランド王チャールズ1世へ出された和平提案。国王大権の大幅な制限を主張する代わりに和平を求めたが、拒否されたため内戦が勃発した。
議会の大諫奏、民兵条例で議会は国王大権（外交・官吏任命権・軍統帥権）を制限することを図り、チャールズ1世がことごとく拒否したため議会と国王の対立は深まり、両者は戦闘準備を進めるが議会は国王との和平交渉も行い、北のヨークに移動していたチャールズ1世へ議会は和平提案を送った。それは国王大権のうち議会の同意を必要とする権利を19か条に纏め、チャールズ1世に譲歩を迫った内容であった。
枢密院議員と大臣など国王の政治顧問と政府の高官や裁判官任免権に議会の同意を求め、王家の教育・結婚にも同意が必要とされ、軍統帥権は議会が掌握、カトリック排除など教会改革も議会が権限を持つ、これまでの改革の集大成とも言うべき議会主権を要求した整備案だった。
チャールズ1世は1642年6月21日に承認を拒否、議会派から王党派へ転向した穏健派政治家のエドワード・ハイド、フォークランド子爵ルーシャス・ケアリーも提案に反論、君主制・貴族制・民主制の権力均衡を混乱させるとして反対した。こうして和平交渉は頓挫し、8月に第一次イングランド内戦が始まった。